# Wehrkreis II

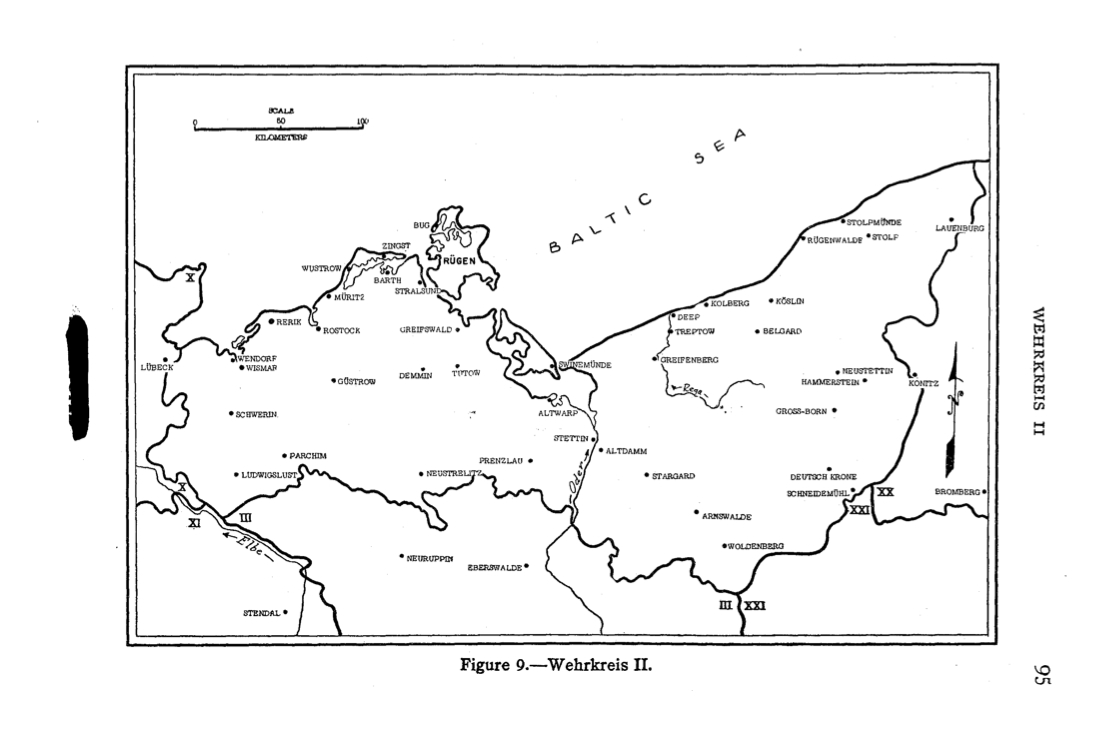
Carte du Wehrkreis II en 1944.

Le Wehrkreis II (WK II) était la 2e région militaire allemande qui contrôlait la Poméranie et le Mecklembourg (Mecklenburg) durant la période de la Reichswehr, puis de la Wehrmacht. 

## Divisions administratives
Le siège de la 2e région militaire était à Stettin. La 2e région militaire allemande comprenait trois zones d'affectation (Wehrersatzbezirk) : 
- Köslin
- Stettin
- Schwerin

## Gouverneurs (Befehlshaber)
Période la Reichswehr:
- Generalleutnant Erich Weber Pascha 1920 - 15 juin 1921
- Generalleutnant Hans Emil Freiherr von Hammerstein-Gesmold 16 juin 1921 - 1er février 1923
- Generalleutnant Erich von Tschischwitz 1er février 1923 - 1er février 1927
- Generalleutnant Joachim von Amsberg 1er février 1927 - 30 septembre 1929
- Generalleutnant Rudolf Schniewindt 1er octobre 1929 - 30 septembre 1931
- Generalleutnant Fedor von Bock 1er octobre 1931 - avril 1935

Liste des commandants du Generalkommando II. Armeekorps et gouverneurs de la 2e région militaire.
- General der Infanterie Johannes Blaskowitz avril 1935 - 10 novembre 1938
- General der Infanterie Adolf Strauß 10 novembre 1938 - 26 août 1939 (mobilisation)

Liste des gouverneurs (Befehlshaber) de la 2e région militaire.
- Generalleutnant Hans Feige 26 août 1939 - 14 mai 1940
- Generalleutnant Max Föhrenbach 14 mai 1940 - 1er mai 1942
- General der Infanterie Werner Kienitz 1er mai 1942 - janvier 1945
- General der Kavallerie Walter Braemer janvier 1945 - 1er février 1945
- General der Infanterie Walter Hoernlein 1er février 1945 - avril 1945

1. ↑  En allemand : Kommandierender General des II. Armeekorps und Befehlshaber im Wehrkreis II